# Историята на прислужницата
„Историята на прислужницата“ (на английски: The Handmaid’s Tale) е американски телевизионен сериал, създаден от Брус Милър и базиран на романа „Разказът на прислужницата“ на канадската писателка Маргарет Атууд.
Сериалът е оригинална продукция на Hulu. Първите три епизода са излъчени на 26 април 2017 г., а всеки следващ епизод се излъчва всяка седмица в сряда. През май 2017 г. сериалът е подновен за втори сезон, който е излъчен през 2018 г.

## Сюжет
В близкото бъдеще коефициентът на плодовитост се срива в резултат на полово предавани болести и замърсяване на околната среда. В този хаос идва на власт тоталитарното християнско теономично правителство на „Гилеад“ в бившите Съединени щати след гражданска война. Обществото е организирано от жадни за власт лидери заедно с нов, военен, йерархичен режим на фанатизъм и новоизмислени социални класи, в които жените са брутално подчинени на мъжете и по закон им е забранено да работят, притежават имот, разполагат с пари или да четат. Световното безплодие води до задържането на малкото плодовити жени в Гилеад, наречени прислужници, според „екстремистка интерпретация“ на библейски разказ. Те са назначени в домовете на управляващия елит, където са подложени на ритуално изнасилване от господаря си, за да забременеят и да родят дете на тези мъже и техните жени.
Джуун Озборн, преименувана Оффред (Елизабет Мос) е прислужница, назначена в дома на гилеадския командир Фред Уотърфърд (Джоузеф Файнс) и жена му Серена Джой (Ивон Страховски). Тя е подчинена под най-стриктните правила и постоянна проверка; неподходяща дума и дело от нейна страна може да доведе до екзекуцията ѝ. Оффред, която е именувана на нейния господар (от английски: of Fred), както всички прислужници, може да си спомни за предишните времена, когато е била омъжена и е имала дъщеря, свое име и идентичност, но може само да спазва правилата на Гилеад и да се надява, че някой ден ще се освободи и ще види отново дъщеря си. Семейство Уотърфърд, ключови фигури за издигането на Гилеад, имат свои собствени конфликти с реалностите на обществото, което са помогнали да се изгради.

## Актьорски състав
- Елизабет Мос като Джуун Озборн/Оффред, прислужница
- Джоузеф Файнс като Фред Уотърфърд, командир
- Ивон Страховски като Серена Джой Уотърфърд
- Алексис Бледъл като Емили/Офглен (по-късно Офстивън)
- Маделин Брюър като Джанин/Офуарън (по-късно Офданиел)
- Ан Дауд като леля Лидия
- О. Т. Фагбенъл като Люк Банкол
- Макс Мингела като Ник
- Самира Уайли като Мойра

## Сезони и епизоди
| Сезон | Сезон | Епизоди | Излъчване         | Излъчване         |
| Сезон | Сезон | Епизоди | Премиера          | Финал             |
| ----- | ----- | ------- | ----------------- | ----------------- |
|       | 1     | 10      | 26 април 2017 г.  | 14 юни 2017 г.    |
|       | 2     | 13      | 25 април 2018 г.  | 11 юли 2018 г.    |
|       | 3     | 13      | 5 юни 2019 г.     | 14 август 2019 г. |
|       | 4     | 10      | 27 април 2021     | 16 юни 2021       |
|       | 5     | 10      | 14 септември 2022 | 9 ноември 2022    |
|       | 6     | 10      | 8 април 2025      | 27 май 2025       |